# Amarotypus
Amarotypus is een geslacht van kevers uit de familie van de loopkevers (Carabidae). De wetenschappelijke naam van het geslacht is voor het eerst geldig gepubliceerd in 1872 door Bates.

## Soorten
Het geslacht Amarotypus is monotypisch en omvat slechts de volgende soort:
- Amarotypus edwardsi Bates, 1872